# Поповка (Санчурский район)
Поповка — упразднённая в 2012 году деревня в Санчурском районе Кировской области России. На год упразднения входил в состав Корляковского сельского поселения.

## География
Расположена была в юго-западной части области, в зоне хвойно-широколиственных лесов, на левом берегу реки Ухты, на расстоянии приблизительно 2 км по прямой на север-северо-запад от райцентра поселка Санчурск, административного центра района.

### Географическое положение
В радиусе трёх-пяти километров:
- д. Уржум (← 3.6 км)
- д. Гари (↖ 3.7 км)
- д. Лаптево (→ 3.7 км)
- д. Шуля (↙ 4 км)
- д. Николаевская (↑ 4.3 км)
- д. Высокая Гора (↙ 4.5 км)
- к. Лаптевский (→ ≈4.5 км)
- д. Абрамово (↑ 5 км)

## Климат
Климат характеризуется как умеренно континентальный, с умеренно холодной снежной зимой и тёплым летом. Среднегодовая температура — 1,5 °C. Абсолютный минимум температуры воздуха самого холодного месяца (января) составляет −45 °C; абсолютный максимум самого тёплого месяца (июля) — 37 °C. Годовое количество атмосферных осадков — 687 мм, из которых большая часть выпадает в тёплый период.

## Топоним
С 1873 года известна как починок Попов. В 1905 — Поповский. В 1926 — деревня Поповская или Попов. Современное название утвердилось с 1939 года

## История
Была известна с 1873 года.
Снята с учёта 28.06.2012 Законом Кировской области от 28.06.2012 № 178-ЗО.

## Население
В 1873 году 136 жителей, из них мужчин 70, женщин 66. К 1893 году — 276 жителей, из них мужчин 132, женщин 144 (Материалы по статистике Вятской губернии. Т. 9. Яранский уезд. Ч. 2. Подворная опись. — Вятка, 1893. отд. I, с. 474—481). В 1905—292 жителей, из них мужчин 143, женщин 149. 
Список населённых мест Вятской губернии по переписи населения 1926 г. также показывает рост населения: 368 человек, из них мужчин 171, женщин 197.
По данным Всесоюзной переписи населения 1989 года в деревне осталось пять жителей: три мужчины и две женщины (Итоги Всесоюзной переписи населения 1989 года по Кировской области [Текст] : сб. Т. 3. Сельские населенные пункты / Госкомстат РСФСР, Киров. обл. упр. статистики. — Киров:, 1990. — 236 с., С.164).
Согласно результатам переписи 2002 года, переписи 2010 года, постоянное население не было учтено.

## Инфраструктура
Было личное подсобное хозяйство. В 1873 году дворов 18, в 1905 — 50, в 1926 — 76.

## Транспорт
«Список населённых мест Вятской губернии 1859—1873 гг.» описывал починок Попов «на проселочных и волостных дорогах, вправо от Царевококшайской коммерческой дороги до границы стана с Уржумским уездом».